# Man of Steel (Film)
Man of Steel ist ein US-amerikanisch-britischer Actionfilm und eine Comicverfilmung des Regisseurs Zack Snyder über den Superhelden Superman, die am 13. Juni 2013 in den US-amerikanischen Kinos anlief. Man of Steel ist der erste Film des sogenannten DC Extended Universe, einer Verfilmung des fiktiven Universums von DC Comics. Die deutschsprachige Fassung startete am 20. Juni 2013.

## Handlung
Die Handlung im Film ist nicht linear, wird hier jedoch chronologisch wiedergegeben.
Um seinen Sohn Kal-El, den ersten auf natürlichem Wege geborenen Kryptonier seit Jahrhunderten, zu retten und damit den Untergang des eigenen Volkes zu verhindern, schickt Jor-El ihn zusammen mit dem vorher gestohlenen „Kodex“ – der als Kommandoschlüssel dient und eine Sammlung des Genoms aller Kryptonier enthält – auf die Erde, kurz bevor sein Heimatplanet Krypton zerstört wird.
Auf der Erde angekommen, findet ihn das Ehepaar Jonathan und Martha Kent. Sie geben dem Säugling den Namen Clark und ziehen ihn auf ihrer Farm in Smallville im US-Bundesstaat Kansas auf. Es dauert nicht lange, bis sie erkennen, dass ihr Ziehsohn außergewöhnlich ist: Clark entdeckt Fähigkeiten an sich, die er laut seines Vaters unter allen Umständen verbergen muss. Trotzdem benutzt Kent diese Fähigkeiten mehrmals, um beispielsweise seine Mitschüler aus einem Bus zu retten, als dieser von der Fahrbahn abkommt und in einen Fluss stürzt.
Als Clark untätig mit ansehen muss, wie sein Ziehvater bei einem Wirbelsturm stirbt, begibt er sich auf eine Reise, um seine Herkunft zu erforschen. Nach langer Zeit findet er im Polargebiet Kanadas ein altes Raumschiff der Kryptonier, wo ihn sein leiblicher Vater Jor-El als Datengeist (oder künstliche Intelligenz) über seine kryptonische Herkunft aufklärt und anweist, ein Symbol für das Gute in der Welt zu werden. Ebenfalls dort trifft Clark auf die junge Journalistin Lois Lane von der Zeitung Daily Planet, welche ihm fortan nachreist und seine vergangenen Heldentaten untersucht, bis sie schließlich auf der Türschwelle von Martha Kent steht. Clark gibt sich ihr zu erkennen und sie versteht, dass sie sein Geheimnis für sich behalten muss.
Kurze Zeit darauf landet ein Raumschiff auf der Erde und sendet eine Nachricht an alle Menschen. General Zod, der für den Tod von Jor-El verantwortlich ist, fordert die Auslieferung des auf der Erde lebenden Kryptoniers Kal-El. Clark schließt sich mit dem US-Militär zusammen, damit dieses ihn nicht als Bedrohung ansieht, und liefert sich selbst an General Zod aus. Lois Lane wird zusätzlich als vermeintliche Geisel mitgenommen.
An Bord des Raumschiffs erfährt Kent Zods Plan: Dieser will auf der Erde mithilfe des Kodex sowie eines „Planetenwandlers“ ein neues Krypton erschaffen. Geschwächt durch die Atmosphäre des Raumschiffs wird Kent gefangen genommen und Lane weggesperrt. Mithilfe des Datengeistes von Jor-El entkommt Lane in einer Rettungskapsel, die aber durch einen vorangegangenen Angriff beschädigt wurde und nun droht, beim Sturz zur Erde zu verglühen. Kent gelingt es, seine Kräfte zu mobilisieren und Lane zu retten.
Im Anschluss entbrennt ein Kampf zwischen Kent, Zods Handlangerin Faora-Ul und einem weiteren kryptonischen Offizier, worin sich auch das US-amerikanische Militär einmischt. Bei diesem Kampf wird ein Großteil von Kents Heimatstadt Smallville zerstört.
Zod startet den Planetenwandler, eine Terraforming-Maschine, und verfolgt damit weiter den Plan, die Erde in ein neues Krypton zu verwandeln. Kent, welcher nun anonym gegen Zod kämpft und „Superman“ genannt wird, kann noch rechtzeitig die Maschine zerstören. Mit der Sonde, mit der Kent auf die Erde gelangt war, gelingt es dem Militär schließlich, das außerirdische Raumschiff von General Zod zu zerstören.
Zod überlebt allerdings und greift Superman an. Die beiden Kryptonier kämpfen sich durch die Großstadt Metropolis, bis sie schließlich in einer Halle ankommen, in der Superman die Oberhand gewinnt. Da Zod nicht aufgibt und versucht, noch mehr Menschen zu töten, ist Superman gezwungen, seinem Widersacher das Genick zu brechen. Von den Schuldgefühlen überwältigt, bricht Superman zusammen und wird von Lane in die Arme genommen.
Einige Zeit später, als sich die Situation beruhigt hat, zerstört Kent eine Spionagedrohne des Militärs und verkündet, dass er auf deren Seite stehe, aber sich nicht kontrollieren lasse. Am Ende des Films erzählt Kent seiner Adoptivmutter, dass er sich eine Tarnidentität zulegen will. Mit aufgesetzter Brille fängt er bei Daily Planet als Journalist und somit Kollege von Lois Lane an.

## Produktion

### Besetzung

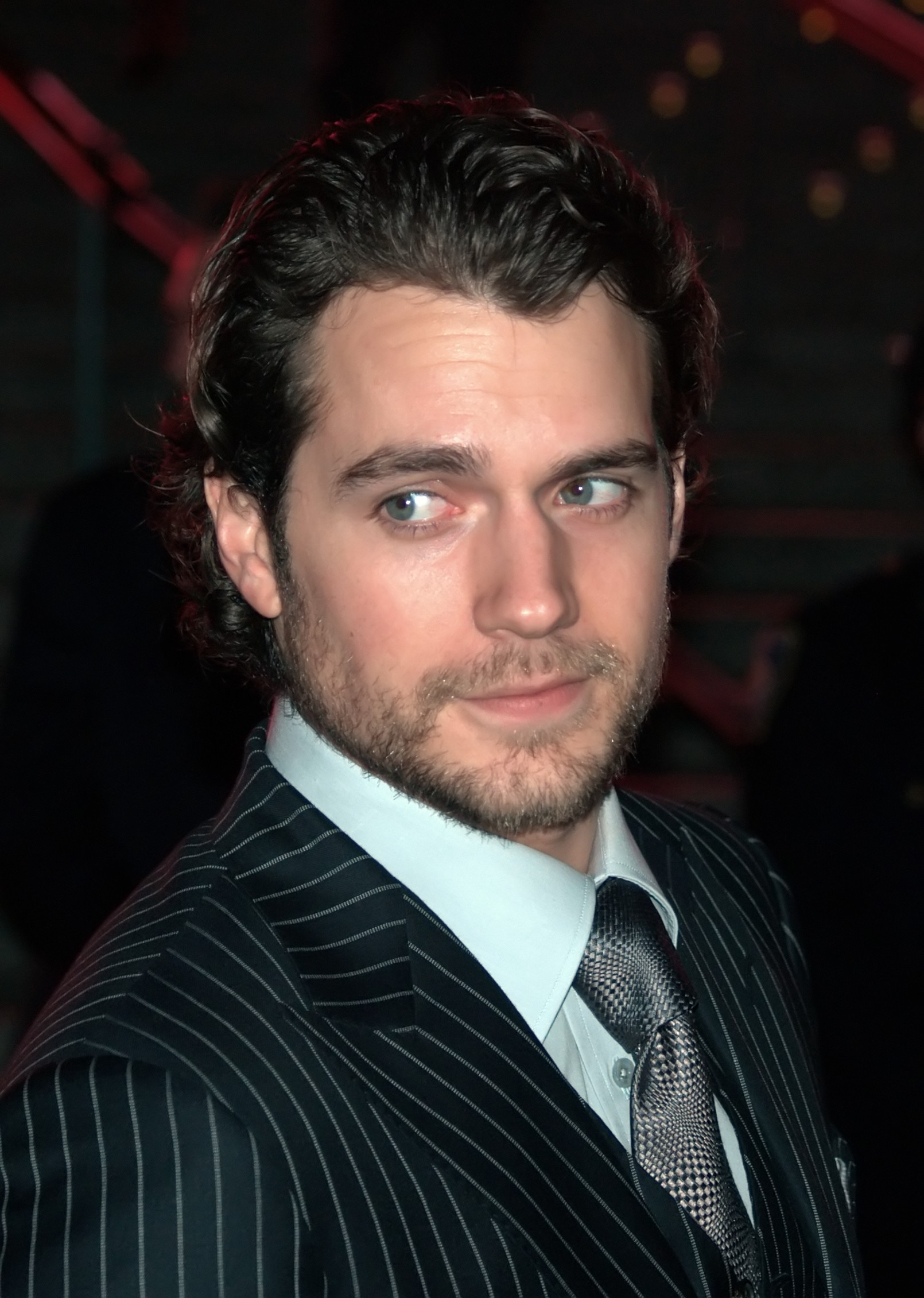
Henry Cavill ist der erste britische Superman-Darsteller

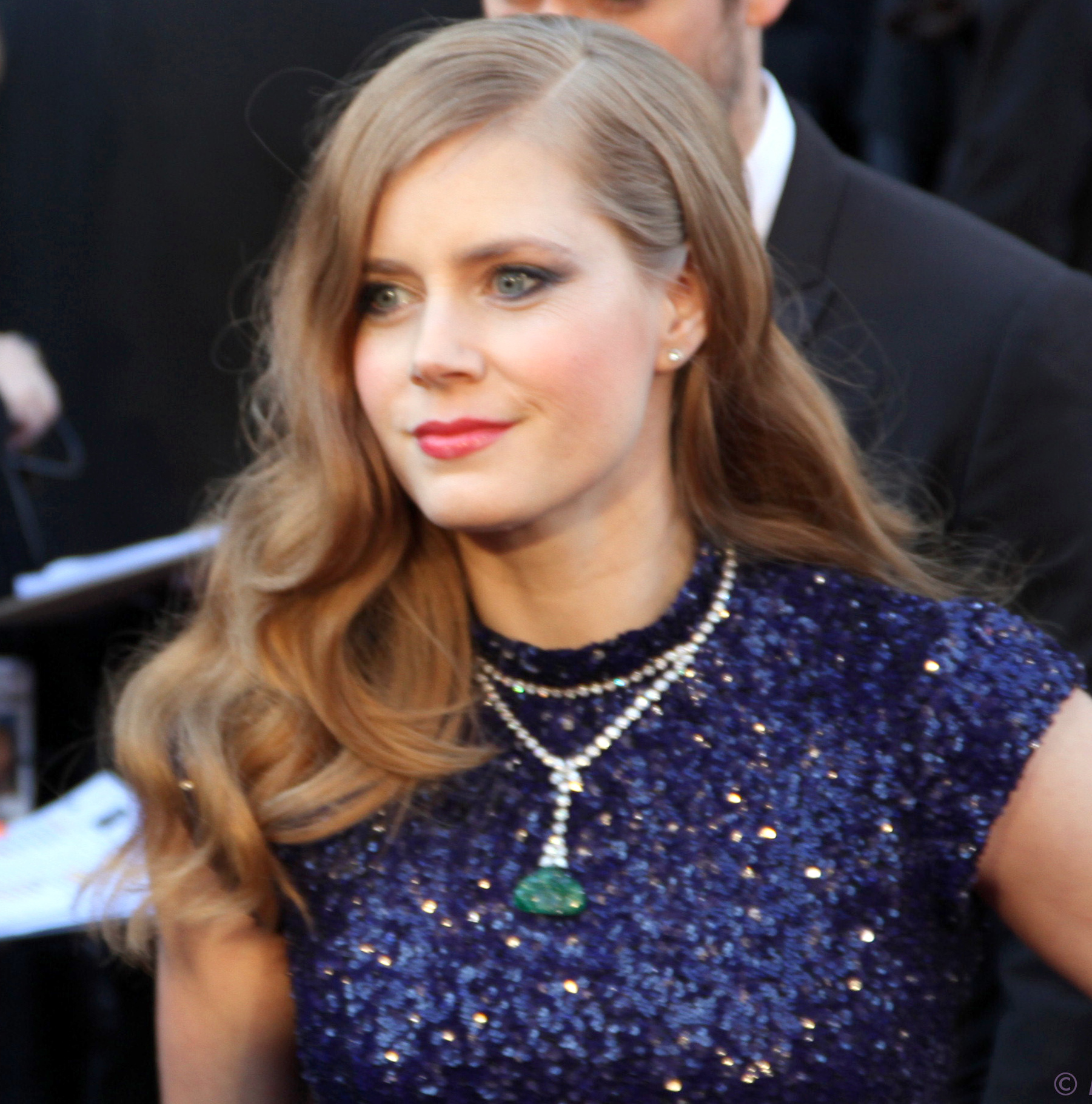
Amy Adams spielt Lois Lane

Als Supermandarsteller wollte man einen Schauspieler suchen, der noch nicht bekannt und zwischen 28 und 32 Jahre alt war. So fiel die Entscheidung auf Henry Cavill. Da auch Kevin Costner an einer Rolle im Film interessiert war, bekam er die Rolle des Adoptivvaters von Superman zugesprochen, wobei Russell Crowe kurz vor Drehbeginn als leiblicher Vater ausgesucht wurde. Ursprünglich sollte die britische Schauspielerin Julia Ormond die Rolle von Supermans kryptonischer Mutter Lara Lor-Van spielen. Ormond wurde später jedoch gegen Ayelet Zurer ausgetauscht. Für die Rolle der Lois Lane fiel die Wahl Ende März 2011 auf Amy Adams, da sie laut dem Regisseur eine smarte, lustige und schöne Frau darstellt.
Als Gegenspielerin wurde unter anderem die deutsche Schauspielerin Antje Traue als Faora-Ul gewählt. Als Hauptschurke wurde Michael Shannon als General Zod gecastet.
Im Januar 2012 wurde Richard Schiff als Dr. Hamilton besetzt. Dieser ist in den Comics sowohl Verbündeter als auch ein Feind Supermans.

### Dreharbeiten
Mit einem Budget von 225 Millionen US-Dollar begannen am 1. August 2011 die Dreharbeiten zum Film in einem Industriepark in der Nähe von DuPage Airport, West-Chicago. Es wurde ursprünglich mit einer Drehzeit von zwei bis drei Monaten gerechnet, doch die Dreharbeiten endeten erst im Februar 2012.

### Spezialeffekte
Unter den Spezialeffektkünstlern war auch der Oscarpreisträger Allen Hall.

### Musik
Hans Zimmer, der mit Produzent Christopher Nolan bereits an der Dark-Knight-Trilogie zusammengearbeitet hatte, lehnte anfangs ab, für Man of Steel als Komponist zu fungieren, änderte jedoch seine Meinung später und trat Mitte 2012 dem Filmteam bei. Regisseur Snyder verzichtete in Absprache mit Zimmer auf die von John Williams komponierte Titelmelodie, obwohl sie dem Filmemacher gefiel. In einem Interview äußerte er sich dazu so: „Wir wollen, dass dies als der erste Supermanfilm überhaupt angesehen wird und dann können wir nicht einfach (…) [die Original-Musik stehlen].“

## Synchronisation
Die deutschsprachige Synchronisation entstand bei Interopa Film in Berlin nach einem Dialogbuch von Klaus Bickert und unter der Dialogregie von Stefan Fredrich.
| Rolle                          | Schauspieler       | Synchronsprecher  |
| ------------------------------ | ------------------ | ----------------- |
| Kal-El / Clark Kent / Superman | Henry Cavill       | Alexander Doering |
| Lois Lane                      | Amy Adams          | Giuliana Jakobeit |
| Dru-Zod / General Zod          | Michael Shannon    | Wolfgang Wagner   |
| Jor-El                         | Russell Crowe      | Martin Umbach     |
| Jonathan Kent                  | Kevin Costner      | Frank Glaubrecht  |
| Martha Kent                    | Diane Lane         | Arianne Borbach   |
| Perry White                    | Laurence Fishburne | Tom Vogt          |
| Faora-Ul                       | Antje Traue        | Antje Traue       |
| General Calvin Swanwick        | Harry J. Lennix    | Ronald Nitschke   |
| Colonel Hardy                  | Christopher Meloni | Frank Röth        |
| Dr. Emil Hamilton              | Richard Schiff     | Frank-Otto Schenk |
| Steve Lombard                  | Michael Kelly      | Peter Flechtner   |
| Lara Lor-Van                   | Ayelet Zurer       | Melanie Pukaß     |
| Kelor (Stimme)                 | Carla Gugino       | Claudia Gáldy     |

## Marketing
Das Filmlogo wurde am 30. März 2012 veröffentlicht. Das erste Poster erschien auf der Comic-Con. Ein erster Trailer erschien im Sommer 2012. Dieser enthielt in zwei verschiedenen Versionen unterschiedliche Tonspuren mit Monologen von Jor-El (Russell Crowe) und Jonathan Kent (Kevin Costner). Der zweite Trailer erschien am 11. Dezember 2012, der dritte am 17. April 2013 und der vierte am 22. Mai 2013.

## Roman
Im Juni 2013 wurde von Titan Books eine von Greg Cox geschriebene Roman-Adaption mit dem Titel Man of Steel: The Official Movie Novelization veröffentlicht.

## Rezeption

### Erfolg
Bei Produktionskosten von 225 Millionen US-Dollar spielte der Film 668 Millionen US-Dollar ein, davon alleine 291 Millionen US-Dollar in den Vereinigten Staaten.
In den Vereinigten Staaten wurde der Film vorwiegend unter der Woche relativ häufig besucht, vor allem im Vergleich zu anderen Startfilmen einer Filmreihe wie Iron Man oder The Amazing Spider-Man, während die Zahlen für das Wochenende stark abfielen. Am zweiten Wochenende sanken die Einnahmen um 64,6 %. Bis Ende 2013 wurden in Deutschland 9,8 Millionen US-Dollar eingespielt.
Im Jahr 2013 wurden bundesweit 754.653 Besucher an den deutschen Kinokassen gezählt, womit der Film den 45. Platz der meistbesuchten Filme des Jahres belegte.

### Kritiken
Der Film erhielt gemischte Kritiken. Die Rezensionssammlung Rotten Tomatoes listet über 339 Kritiken, von denen 56 % einen positiven Tenor haben. Die Nutzer der Internet Movie Database bewerteten den Film mit 7,2 von 10 möglichen Punkten, basierend auf über 520.000 Stimmen.

„Wohl noch nie zuvor in der Filmgeschichte hat ein Superheldenfilm derart plausibel ästhetisch auf den Punkt gebracht, was es heißt, wenn Kräfte, wie sie Superman eigen sind, auf eine Welt treffen, die nach Maß des Menschen eingerichtet ist: Wenn dieser Franchise-Neustart das Wort ‚Superman‘ in Titel und Film auffällig umgeht, liegt das nicht allein daran, dass in der Bezeichnung ‚Superman‘ immer auch das peinliche, nicht zuletzt leicht schwule Erbe der Naivität frühester Superheldengeschichte mitschwingt, sondern auch daran, dass Snyder und sein Team den ‚Mann aus Stahl‘ als solchen vollkommen und wahrscheinlich zu ernst nehmen: Dieser Superman ist ein Geschoss, ein Bolide von nie gekannter Durchschlagskraft. […] Nachdem man ausgiebig im Bilderkanon der frühesten Katastrophe des 21. Jahrhunderts gebadet hat, wird diese allumfassende Zerstörung noch zum historischen Sieg umgedeutet. Es hat den Anschein, als gelangt mit Man of Steel ein weiteres Kapitel der US-amerikanischen Traumabewältigung im Kino an ihr logisches Ende.“

„Zack Snyder gelingt ein furioses Reboot des Superhelden-Franchise, das neben spektakulärer 3D-Action vor allem auf präzise gezeichnete Figuren setzt.“

„Mit ‚Man Of Steel‘ zelebrieren Zack Snyder und Christopher Nolan trotz einiger Schwächen puren und bitter-ernsten Action-Bombast. Hier kracht es fast in jeder Minute.“

„Man of Steel affirmiert Supermans besonderen Status im Superheldenkosmos – dass er nämlich, verglichen mit anderen Figuren, eigentlich alles übernatürlich gut kann – und antwortet dem durch diese Unspezifik drohenden erzählerischen Dilemma mit konsequentem Überwältigungskino. Letztlich vereinigt Man of Steel damit auch motivisch den so heterogenen Blockbusterkanon der letzten 30 Jahre – ein Suprafilm für einen Suprahelden. Der zeitgenössische 3D-Effekt war vielleicht niemals zweckmäßiger eingesetzt als hier. Die vor allem durch die Flüge der Figur evozierte Geste der Entgrenzung wird auch auf die Plot-Dynamik des Films angewandt: Die Versuche maximaler räumlicher Ausmessung – gerade noch in den zerstörten Straßenzügen Smallvilles, landen Superman und sein Gegenspieler General Zod nach einem Schlagabtausch im Endkampf mal eben auf einem Satelliten im All – werden von einer nicht-linearen, ständig zwischen Kindheit und frühem Erwachsensein hin und her pendelnden Erzählweise eingefasst.“

## Fortsetzung
Im März 2016 kam das Sequel mit dem Titel Batman v Superman: Dawn of Justice ins Kino. Im Film, der wieder unter der Regie von Zack Snyder entstand, sind neben Cavills Superman diesmal auch Ben Affleck als Batman und die israelische Schauspielerin Gal Gadot als Wonder Woman zu sehen.